# Lijst van beschermd erfgoed in Baelen
Onderstaande tabel geeft een overzicht van de beschermde erfgoederen in de gemeente Baelen. Het beschermd erfgoed maakt deel uit van het cultureel erfgoed in België.
| Object | Bouwjaar/architect | Deelgemeente | Adres                      | Coördinaten                   | Nummer?                | Afbeelding |
| --- | ------------------ | ------------ | -------------------------- | ----------------------------- | ---------------------- | --- |
| Kerk Saint-Paul en de romaanse toren |                    |              | rue de l'Eglise            | 50° 37' 52" NB, 5° 58' 16" OL | 63004-CLT-0002-01 Info | Kerk Saint-Paul en de romaanse toren |
| Orgels van de kerk Saint-Jean Baptiste |                    |              | place Thomas Palm, membach | 50° 37' 10" NB, 5° 59' 44" OL | 63004-CLT-0004-01 Info | Orgels van de kerk Saint-Jean Baptiste |
| Kasteel Vreuschemen (gevels en daken) en het ensemble van het gebouw en het omliggende terrein                                                                               |                    |              | rue Vreuschemen            | 50° 37' 20" NB, 5° 59' 9" OL  | 63004-CLT-0005-01 Info | Kasteel Vreuschemen (gevels en daken) en het ensemble van het gebouw en het omliggende terrein                                                                               |
| Straatgevel en zuidgevel van de woning bekend als het "Cour de Cortembach" (Hof van Cortembach) en de stoep voor de gevels en de gevels en daken van de grote ten zuidoosten |                    |              | rue du Pensionnat          | 50° 37' 15" NB, 5° 59' 55" OL | 63004-CLT-0006-01 Info | Straatgevel en zuidgevel van de woning bekend als het "Cour de Cortembach" (Hof van Cortembach) en de stoep voor de gevels en de gevels en daken van de grote ten zuidoosten |
| Gevels en daken van de Tour Nereth |                    |              | rue de la Source           | 50° 38' 30" NB, 5° 59' 38" OL | 63004-CLT-0007-01 Info | Gevels en daken van de Tour Nereth |
| Grenspaal FI-CI Nord |                    |              |                            | 50° 31' 33" NB, 6° 4' 22" OL  | 63004-CLT-0008-01 Info | |
| Grenspaal FI-CI Sud |                    |              |                            | 50° 31' 16" NB, 6° 4' 23" OL  | 63004-CLT-0009-01 Info | |
| Grenspaal Limbourg-Luxembourg |                    |              |                            | 50° 31' 22" NB, 6° 5' 8" OL   | 63004-CLT-0010-01 Info | |
| Grenspaal B-W-KN |                    |              |                            | 50° 31' 19" NB, 6° 5' 9" OL   | 63004-CLT-0011-01 Info | |
| Grenspaal B-P.157 |                    |              |                            | 50° 31' 18" NB, 6° 5' 10" OL  | 63004-CLT-0012-01 Info | |
| Grenspaal B-P.156 |                    |              |                            | 50° 31' 11" NB, 6° 4' 23" OL  | 63004-CLT-0013-01 Info | |
| Ensemble van verschillende historische getuigen op het grondgebied van de gemeentes Baelen, Waimes en Malmedy                                                                |                    |              |                            | 50° 31' 32" NB, 6° 2' 39" OL  | 63004-CLT-0014-01 Info | |